# Kaufhaus des Westens

Kaufhaus des Westens, KaDeWe (Dom Handlowy Zachodu) – dom towarowy w Berlinie w dzielnicy Schöneberg. Zajmuje powierzchnię 60 000 m² rozdzielonej na osiem pięter i oferuje 380 000 artykułów, co daje mu pozycję największego domu towarowego w Europie kontynentalnej. Zatrudnia 2000 pracowników. Jest drugim na świecie sprzedawcą żywności w jednym miejscu po tokijskim domu handlowym Takashimaya, a powierzchnia sprzedaży żywności jest większa o 600 m² od Harrodsa.

## Historia
Dom towarowy otwarto w roku 1907. Początkowo liczył 24 000 m². W 1927 nabył go Herman Tietz i sklep został włączony do sieci Hertie. W latach 30. XX wieku został rozbudowany i powiększony o dwa kolejne piętra. Antysemickie prawo wymusiło aryzację. Następnie w latach 1943–1945 dom został częściowo zniszczony przez naloty alianckie i tym samym wyłączony z użytku. Dom ponownie otwarto w 1950, a na inaugurację przybyło 180 000 osób. W 1956 obiekt został ponownie przebudowany. Swą obecną powierzchnię osiągnął w 1996 r.